# 13 мая
13 мая — 133-й день года (134-й в високосные годы) по григорианскому календарю.
До конца года остаётся 232 дня.
До 15 октября 1582 года — 13 мая по юлианскому календарю, с 15 октября 1582 года — 13 мая по григорианскому календарю.
В XX и XXI веках соответствует 30 апреля по юлианскому календарю.

## Праздники и памятные дни
См. также: Категория:Праздники 13 мая

### Национальные
- Бразилия — фестиваль Претос Вельос — годовщина отмены рабства в стране, Золотой закон 1888 года
- Колумбия — День святой Марии.
- Таиланд — Праздник первой борозды.

### Профессиональные
- Россия — День Черноморского флота ВМФ (1783).
- Россия — День охранно-конвойной службы МВД (1938).

### Религиозные
Православие
- память мученика Максима;
- память апостола Иакова Зеведеева (44);
- обре́тение мощей священномученика Василия, епископа Амасийского (ок.322);
- память святителя Доната, епископа Еврийского (ок.387)[4];
- память святителя Меркуриалия Форлийского (406);
- обре́тение мощей святителя Никиты, затворника Печерского, епископа Новгородского (1558);
- память святителя Игнатия (Брянчанинова), епископа Кавказского (1867).

### Именины
- Католические: Роберт, Серваций.
- Православные: Максим, Василий, Донат, Игнат, Никита, Яков[2][3].

## События
См. также: Категория:События 13 мая

### До XIX века
- 1497 — папа римский отлучил от церкви за ересь флорентийского монаха Джироламо Савонаролу[5] (по другим данным, 12 мая[6]).
- 1501 — Америго Веспуччи отправился в путешествие на Запад (в ходе путешествия он выяснил, что Колумб открыл новый континент). По другим данным, 10 мая[7].
- 1568 — произошла Битва при Лангсайде, вынудившая королеву Шотландии Марию Стюарт бежать в Англию и установившая в Шотландии режим регента графа Морея при малолетнем короле Джеймсе VI.
- 1619 — в Гааге казнён Йохан ван Олденбарневелт по обвинению в государственной измене.
- 1637 — по одной из версий, кардинал Ришельё, памятуя о своих врагах или борясь с ковырянием в зубах, приказал закруглить все кинжалы, которые использовались за едой для нарезания мяса. Так якобы появились одни из первых столовых ножей[8][9].
- 1641 — в ходе Каталонской войны произошла битва при Константи.
- 1647 — в результате катастрофического землетрясения[исп.] почти полностью разрушен город Сантьяго — столица генерал-капитанства Чили.
- 1696 — войска империи Цин разгромили Галдан-Бошогту в битве на Тэрэлже.
- 1777 — открытие университетской библиотеки в Вене.
- 1779 — подписан Тешенский договор, завершивший войну за Баварское наследство.
- 1783 — Азовская флотилия вошла в Ахтиарскую бухту, что означало создание Черноморского флота Российской империи.
- 1787 — возглавляемый капитаном Артуром Филлипом Первый флот с каторжниками отправился из Портсмута, чтобы основать первую колонию каторжников в Австралии.

### XIX век
- 1829
  - А. С. Пушкин просит руки Натальи Гончаровой (по другим данным, 12 мая[10]).
  - А. С. Пушкин отправился из Москвы на Кавказ в действующую армию.
- 1830 — Эквадор вышел из состава Великой Колумбии и объявил себя независимой республикой.
- 1836 — началось строительство первой в Российской империи железной дороги по маршруту Санкт-Петербург — Царское Село — Павловск.
- 1846 — США формально объявили войну Мексике.
- 1857 — из-за нелепых слухов о том, что упадут высокие дома, парижане в панике покинули город. [источник?]
- 1865 — открыт Новороссийский университет в Одессе (сейчас Одесский национальный университет имени И. И. Мечникова).
- 1871 — Ватикан включён в Итальянское королевство, а суверенитет папы ограничен дворцами Ватикана, римской латеранской церковью и загородной папской резиденцией. К дворцам, которые довольно обширны, относились также и ватиканские сады.
- 1888 — отмена рабства в Бразилии.

### XX век
- 1907 — открылся V съезд РСДРП, проходивший в Лондоне по 1 июня и получивший название Лондонского Съезда. Среди делегатов — В. И. Ленин, И. В. Сталин, Л. Д. Троцкий.
- 1918
  - В США напечатаны почтовые марки с перевёрнутым изображением самолётов, ставшие коллекционной редкостью.
  - Декрет ВЦИК и Совнаркома «О предоставлении народному комиссару чрезвычайных полномочий по борьбе с деревенской буржуазией, укрывающей хлебные запасы и спекулирующей ими».
- 1919 — начало наступления белогвардейской Северо-Западной армии Н. Н. Юденича на Петроград.
- 1920 — в Манчестере на конференции врачей-дантистов сахар назван главной причиной болезни зубов, для избежания пагубных последствий рекомендовалось после сладостей пить сухое шампанское.
- 1921 — Совнарком издал декрет об организации домов отдыха.
- 1925 — открыт III съезд Советов СССР.
- 1927
  - В Германии произошёл крах финансового и экономического рынка («чёрная пятница»).
  - В Киеве создан футбольный клуб «Динамо Киев».
- 1930 — убит последний дикий сумчатый волк.
- 1934
  - На первом заседании комиссии по приёму в члены Союза советских писателей членский билет № 1 выдан А. М. Горькому. Принята первая группа писателей — А.Безыменский, Г.Никифоров, А.Караваева, К.Зелинский, Б.Ясенский, Б.Иллеш, А.Глебов, И.Ильф, Е.Петров, В.Киршон, М.Герасимов, А.Свирский.
- 1935 — письмо ЦК ВКП(б) о проверке партийных документов, усилившее начавшиеся репрессии против «врагов народа», последовавшие за убийством С. М. Кирова.
- 1936 — Всеобщая забастовка в Греции.
- 1940
  - Нидерландская королева Вильгельмина покидает Нидерланды и уезжает в Великобританию.
  - Свой первый официальный полёт совершил вертолёт «Воут-Сикорский VS-300».
- 1942 — школьница блокадного Ленинграда Таня Савичева сделала в своём дневнике последнюю запись: «Мама в 13 мая в 7-30 утра», «Савичевы умерли», «Умерли все», «Осталась одна Таня».
- 1943 — капитуляция Североафриканского корпуса в Тунисе.
- 1949 — катастрофа Ил-12 под Новосибирском. Погибли 25 человек.
- 1950 — в городе Сильверстоуне (Англия) прошла первая гонка первого чемпионата «Формулы-1». Победителем стал итальянский автогонщик Джузеппе Фарина (Giuseppe Farina) («Альфа-Ромео»), который по итогам сезона стал и первым чемпионом «Формулы-1».
- 1954 — свой первый полёт совершил американский экспериментальный вертолёт «Келлет КН-15», оснащённый маленькими жидкостными реактивными двигателями, установленными на концах лопастей несущего винта. Первый, по мнению некоторых, практический реактивный винтокрылый летательный аппарат, совершивший полёт.
- 1958 
  - Алжирская война: начало майского путча в Алжире, завершившегося падением Четвёртой республики во Франции и приходом к власти Шарля де Голля.
  - Швейцарский инженер Жорж де Местраль зарегистрировал торговую марку «Velcrо» для своей текстильной застёжки-липучки.
- 1960 — швейцарскими альпинистами под руководством Макса Эйзелина (Max Eiselin) покорён труднодоступный исполин Дхаулагири («Белая гора», 8221 метр), девятая по высоте вершина мира, расположенная в Непале.
- 1965 — «Rolling Stones» выпускают синглом песню «Satisfaction».
- 1966 — «Rolling Stones» выпускают сингл «Paint it Black».
- 1981 — неудачное покушение на папу римского Иоанна Павла II, которое совершил турецкий террорист Мехмет Али Агджа.
- 1982 — с космодрома Байконур осуществлён запуск советского пилотируемого космического корабля «Союз Т-5».
- 1985
  - Британская рок-группа «Dire Straits» выпустила альбом «Brothers in Arms».
  - В Филадельфии полицейский вертолёт сбросил бомбу на штаб-квартиру радикальной организации «MOVE». В возникшем пожаре погибли 11 человек.
- 1986
  - Во Франции вышел фильм Клода Лелюша «Мужчина и женщина: 20 лет спустя» о тех же героях и с теми же актёрами.
  - Открылся V съезд Союза кинематографистов СССР, на котором первым секретарём был избран режиссёр Элем Климов. С «полки» были сняты ранее запрещённые цензурой фильмы.
- 1991
  - Корпорация «Apple» выпустила в продажу «Macintosh System 7.0».
  - Началась телевизионная трансляция Всероссийской государственной телерадиокомпании (ВГТРК) и информационной программы «Вести».
- 2000
  - в России созданы федеральные округа и институт полномочных представителей Президента РФ в них.
  - В городе Энсхеде (Нидерланды) произошел взрыв на складе фейерверков, в результате чего погибло 23 человека.

### XXI век
- 2003
  - В Израиле возобновилась всеобщая бессрочная забастовка госслужащих. Это произошло после провала переговоров между представителями профсоюзов и министерства финансов.
  - В посольстве США в Москве прошла презентация новой 20-долларовой купюры.
  - Шаолиньский монастырь впервые уплатил налоги. Монастырь получил деньги от одной кинематографической компании — за использование своей торговой марки. Это первый доход монастыря после того, как настоятель решил взяться за защиту интеллектуальной собственности.
- 2005 — в Андижане (Узбекистан) при подавлении вооружённого мятежа было убито от нескольких сот до тысячи митингующих.
- 2014 — взрыв на шахте в Соме (Турция). Погибли 282 человека[11].

## Родились
См. также: Категория:Родившиеся 13 мая

### До XIX века
- 1221 — Александр Невский (ум.1263), князь Новгородский, великий князь Киевский, великий князь Владимирский, русский полководец.
- 1655 — Иннокентий XIII (в миру Пьетро Микеланджело деи Конти; ум.1724), 244-й папа римский (1721—1724).
- 1750 — Лоренцо Маскерони (ум.1800), итальянский математик и поэт.
- 1767 — Жуан VI (ум.1826), король Соединённого королевства Португалии, Бразилии и Алгарве (1816—1826).
- 1785 — графиня Анна Орлова-Чесменская (ум.1848), камер-фрейлина, дочь сподвижника российской императрицы Екатерины II Алексея Орлова, меценат.
- 1792 — Пий IX (в миру Джованни Мария, граф Мастаи де Ферретти; ум.1878), 255-й папа римский (1846—1878).
- 1795 — Павел Шафарик (ум.1861), чешский филолог, историк-славист, автор идеи славянского единства.

### XIX век
- 1804 — Алексей Хомяков (ум.1860), русский философ, поэт, публицист.
- 1809 — Джузеппе Джусти (ум.1850), итальянский поэт-сатирик, общественный деятель.
- 1814 — Эдуард Губер (ум.1847), российский поэт, переводчик, литературный критик.
- 1840 — Альфонс Доде (ум.1897), французский писатель-романист и драматург.
- 1842 — Артур Салливан (ум.1900), английский композитор, органист, дирижёр, педагог.
- 1849 — Панас Мирный (наст. имя Афанасий Рудченко; ум.1920), украинский писатель, драматург, общественный деятель.
- 1850 — Модест Чайковский (ум.1916), русский драматург, либреттист, музыкальный критик, младший брат П. И. Чайковского.
- 1851 — Лаза Лазаревич (ум.1891), сербский писатель, основоположник сербской реалистической прозы.
- 1857 — Рональд Росс (ум.1932), британский врач и паразитолог, лауреат Нобелевской премии (1902).
- 1879 — Николай Алексеев (ум.1964), русский философ, правовед, один из идеологов евразийства.
- 1881 — Илона Дуриго (ум.1963), венгерская певица и педагог.
- 1882 — Жорж Брак (ум.1943), французский живописец, график, сценограф, скульптор, декоратор, один из основателей кубизма.
- 1886 — Иосиф Ахрон (ум.1943), российско-американский скрипач и композитор.
- 1888 — Инге Леманн (ум.1993), датский геофизик и сейсмолог.
- 1891 — сэр Фрэнк Борепейр (ум.1956), австралийский пловец и политик, 6-кратный призёр Олимпийских игр, мэр Мельбурна
- 1892 — Артур Лурье (при рожд. Наум Лурья; ум.1966), российско-американский композитор-авангардист.
- 1894 — Герман Пынтя (ум.1968), румынский политик, мэр Одессы во время румынской оккупации города.
- 1895 — Лариса Рейснер (ум.1926), российская революционерка, журналистка, писательница, дипломат.
- 1896 — Шарль Фердинанд Паю де Мортанж (ум.1971), нидерландский спортсмен-конник, 4-кратный олимпийский чемпион.
- 1898
  - Павел Федосеенко (погиб в 1934), советский военный пилот-аэронавт, командир экипажа стратостата «Осоавиахим-1».
  - Фридрих Эрмлер (наст.имя Владимир Бреслав; ум.1967), кинорежиссёр, актёр, сценарист, народный артист СССР.
- 1899 — Пелагея Кочина (ум.1999), советский учёный в области гидродинамики, академик, Герой Социалистического Труда.

### XX век
- 1905 — Стефания Станюта (ум.2000), белорусская актриса театра и кино, народная артистка СССР.
- 1907 — Дафна Дюморье (ум.1989), английская писательница и биограф.
- 1908 — Моисей Марков (ум.1994), советский физик-теоретик, академик.
- 1923
  - Исаак Шварц (ум.2009), советский и российский композитор, народный артист РФ.
  - Николай Пастухов (ум.2014), актёр театра и кино, народный артист РСФСР.
- 1928
  - Николай Черёмухин (ум.2008), советский и украинский военный врач, один из ведущих организаторов спасательных мероприятий в зоне чернобыльской катастрофы.
  - Эдуар Молинаро (ум.2013), французский кинорежиссёр и сценарист, лауреат премии «Золотой глобус».
- 1932
  - Завен Аршакуни (ум.2012), советский и российский живописец, график и сценограф армянского происхождения.
  - Юрий Швырев (ум.2013), советский и российский кинорежиссёр и сценарист.
- 1933 — Александр Кищенко (ум.1997), белорусский советский художник-монументалист, народный художник Беларуси.
- 1934
  - Алексей Салтыков (ум.1993), кинорежиссёр, сценарист, народный артист РСФСР.
  - Юрий Морозов (ум.2005), советский футболист, российский футбольный тренер.
- 1935 — Стелла Римингтон (ум. 2025), генеральный директор MI5 (1992 — 1996). Женщина, первая директор MI5, позднее писательница.
- 1936 — Ксения Мяло (ум.2018), советский и российский политолог, публицист и общественный деятель.
- 1937 — Роджер Желязны (ум.1995), американский писатель-фантаст польского происхождения.
- 1939 — Харви Кейтель, американский киноактёр и продюсер.
- 1941 — Ричи Валенс (наст.имя Рикардо Эстебан Валенсуэла Рейес; погиб в 1959), американский певец, композитор, гитарист, один из пионеров рок-н-ролла.
- 1942 — Владимир Джанибеков, советский лётчик-космонавт, дважды Герой Советского Союза.
- 1944 — Аман Тулеев (ум. 2023), российский политик, бывший губернатор Кемеровской области (1997—2018).
- 1950 — Стиви Уандер (наст.имя Стивленд Хардэуэй Моррис), американский певец, композитор, пианист, барабанщик, лауреат 25 премий «Грэмми».
- 1956
  - Александр Калери, российский космонавт, Герой России.
  - Шри Шри Рави Шанкар, индийский гуру, духовный и гуманитарный деятель.
- 1957 — Людмила Нильская, советская и российская актриса театра и кино.
- 1960 — Ефим Александров (при рожд. Ефимиан Зицерман), российский певец, артист, режиссёр.
- 1961 — Деннис Родман, американский баскетболист, игрок НБА, киноактёр («Колония»).
- 1964 — Маша Распутина (при рожд. Алла Агеева), советская и российская эстрадная певица.
- 1969 — Патрик Брайан (псевд. Бакетхэд), американский музыкант, гитарист-виртуоз, автор песен.
- 1971 — Имоджен Бурмен, английская актриса.
- 1977 — Саманта Мортон, английская актриса театра и кино, обладательница премии «Золотой глобус».
- 1981 — Флоран Мот, французский певец, актёр и музыкант.
- 1983
  - Грегори Лемаршаль (ум.2007), французский певец.
  - Анита Гёрбиц, венгерская гандболистка, призёр чемпионатов мира и Европы.
  - Натали Кэссиди, английская актриса, певица, журналистка и телеведущая.
  - Яя Туре, ивуарийский футболист, четырежды признававшийся лучшим футболистом года в Африке.
- 1984 — Ханна Нью, английская модель и актриса.
- 1985 — Иван Реон, британский актёр, певец и автор песен.
- 1986
  - Роберт Паттинсон, английский актёр театра и кино, модель и музыкант.
  - Александр Рыбак, норвежский певец и скрипач белорусского происхождения, победитель конкурса «Евровидение-2009».
  - Лина Данэм, американская актриса, писательница, режиссёр и продюсер.
- 1987
  - Марианне Вос, голландская велогонщица, двукратная олимпийская чемпионка, многократная чемпионка мира и Европы.
  - Кэндис Кинг (при рожд. Аккола), американская актриса кино и телевидения, певица, автор песен.
  - Чхан Хе Джин, южнокорейская спортсменка, двукратная олимпийская чемпионка по стрельбе из лука.
- 1989 — Пи-Кей Суббан, канадский хоккеист, олимпийский чемпион (2014).
- 1993
  - Штефан Крафт, австрийский прыгун на лыжах с трамплина, олимпийский чемпион (2022).
  - Ромелу Лукаку, бельгийский футболист, лучший бомбардир в истории национальной сборной.
  - Дебби Райан, американская актриса и певица.

## Скончались
См. также: Категория:Умершие 13 мая

### До XIX века
- 189 — Лин-ди (р. 156), 11-й император Восточной Хань (168—189).
- 1029 — погиб Гарсия Санчес (р. 1009), граф Кастилии (1017—1029), последний представитель династии Лара.
- 1619 — Йохан ван Олденбарневелт (р. 1547), нидерландский государственный деятель и дипломат.

### XIX век
- 1819 — Давид XII (р. 1767), царь Картли-Кахетии (1800—1801), старший сын царя Георгия XII, из династии Багратионов.
- 1826 — Иоганн Баптист фон Спикс (р. 1781), немецкий естествоиспытатель.
- 1832 — Жорж Кювье (р. 1769), французский зоолог.
- 1871 — Даниэль Обер (р. 1782), композитор, основоположник жанра французской «большой» оперы, автор бывшего французского гимна «La Parisienne».
- 1878 — Джозеф Генри (р. 1797), американский физик, открывший явление самоиндукции.
- 1888 — Яков Головацкий (р. 1814), украинский поэт, писатель, фольклорист.

### XX век
- 1902 — Валерий Якоби (р. 1834), русский живописец, академик, один из учредителей Товарищества передвижников.
- 1916 — Шолом Алейхем (наст. имя Соломон Рабинович; р. 1859), еврейский писатель, драматург.
- 1930 — Фритьоф Нансен (р. 1861), норвежский полярный исследователь, лауреат Нобелевской премии мира (1922).
- 1933 — застрелился Микола Хвылевой (наст. имя Николай Фитилёв; р. 1893), украинский прозаик, поэт, публицист.
- 1946 — Алексей Бах (р. 1857), советский биохимик и физиолог растений, академик, Герой Социалистического Труда.
- 1956 — Александр Фадеев (р. 1901), русский советский писатель, общественный деятель, журналист, военный корреспондент.
- 1961 — Гэри Купер (р. 1901), американский киноактёр, лауреат премий «Оскар», «Золотой глобус».
- 1974
  - Хайме Торрес Бодет (р. 1902), мексиканский писатель, общественный и политический деятель.
  - Григорий Бояджиев (р. 1909), советский театровед, театральный критик и педагог.
- 1982 — Кара Караев (р. 1918), азербайджанский советский композитор, народный артист СССР.
- 1985 — Александр Микулин (р. 1895), советский учёный, конструктор авиационных двигателей, академик АН СССР.
- 1988
  - Чет Бейкер (р. 1929), американский джазовый музыкант, трубач, руководитель ансамбля.
  - Сергей Горшков (р. 1910), адмирал флота, дважды Герой Советского Союза.
  - Николай Макаров (р. 1914), советский конструктор оружия, Герой Социалистического Труда.
- 1997 — Лори Ли (р. 1914), английский поэт и прозаик.

### XXI век
- 2001 — Разипурам Кришнасвами Нарайан (р. 1906), индийский писатель.
- 2002 — Валерий Лобановский (р. 1939), советский и украинский футбольный тренер.
- 2006 — Владислав Пази (р. 1945), советский и российский театральный режиссёр.
- 2009 — Акилле Компаньони (р. 1914), итальянский альпинист, первый покоритель второй вершины мира Чогори (К2).
- 2019 — Дорис Дэй (урожд. Дорис Каппельхофф; р. 1922), американская певица и киноактриса.
- 2023 — Эдуард Сагалаев (р. 1946), советский и российский журналист, лауреат Государственной премии СССР (1978).
- 2024 — Элис Манро (р. 1931), канадская писательница, лауреат Нобелевской премии по литературе (2013) и Международной Букеровской премии (2009).
- 2025
  - Хосе Мухика (р. 1935), уругвайский политик и государственный деятель, президент Уругвая (2010—2015).
  - Ричард Гарвин (р. 1928), американский физик, специалист по ядерному оружию, один из отцов первой водородной бомбы.

## Народный календарь, приметы
Яков-звездоночный / Яков Тёплый
- В канун этого дня наблюдали за погодой: если ночь стояла тёплая и звёздная — жди хорошего урожая; ясный восход солнца предвещал жаркое лето[12][13].